# キガリ郊外県

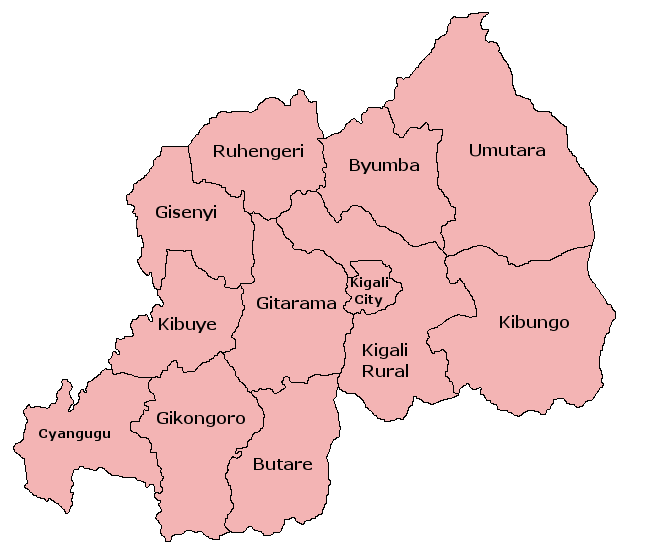
キガリ郊外県の位置と領域

キガリ郊外県（ルワンダ語：Kigali-Ngali）はルワンダの過去の県の一つで、キガリ市の西以外を取囲むように位置していた。2006年にルワンダの地方行政区分が再編され、キガリ郊外県を含め、11の県はすべてなくなった。

## 関連事項
- キガリ
- キガリ州 - 2006年の再編後に誕生した州